# Body Count
Body Count je americká heavy metalová kapela založená v Los Angeles v roce 1990. Skupinu vede Ice-T, který se nejprve prosadil jako rapper, ale kapelu spoluzaložil se sólovým kytaristou Erniem C díky společnému zájmu o heavy metal. Ice-T převzal roli zpěváka a psal texty pro většinu písní Body Count, zatímco Ernie C byl zodpovědný za hudební tvorbu skupiny.
Debutové eponymní album Body Count vyšlo u společnosti Sire Records v roce 1992 a vzbudilo velkou pozornost kvůli kontroverzi kolem skladby „Cop Killer“. Jejich vydavatelství Sire Records a jeho mateřská společnost Warner Bros. Records skladbu obhajovaly; Ice-T ji však z alba dobrovolně odstranil, protože měl pocit, že kontroverze zastínila samotnou hudbu. Skupina následující rok od Sire odešla a od té doby vydala dalších sedm alb.
Tři z původních sedmi členů kapely jsou po smrti: D-Roc zemřel na lymfom, Beatmaster V na leukemii a Mooseman při střelbě z projíždějícího auta. Současnou sestavu Body Count tvoří zpěvák Ice-T, kytaristé Ernie C a Juan Garcia, baskytarista Vincent Price, bubeník Will „Ill Will“ Dorsey Jr. a doprovodní zpěváci Sean E Sean a Little Ice (syn Ice-T).
Kapela získala svou druhou nominaci na cenu Grammy a později tuto cenu vyhrála na 63. ročníku udílení cen Grammy v roce 2021 v kategorii Nejlepší metalový výkon za skladbu „Bum Rush“ z alba Carnivore.

## Diskografie
- Body Count (1992)
- Hudba za vlády českých králů (1993) vydáno z rožmberskou kapelou
- Born Dead (1994)
- Violent Demise: The Last Days (1997)
- Murder 4 Hire (2006)
- Manslaughter (2014)
- Bloodlust (2017)
- Carnivore (2020)
- Merciless (2024)